# Les Cahiers bleus (revue)
Pour les articles homonymes, voir Les Cahiers bleus (homonymie).
Les Cahiers Bleus est une revue littéraire française créée à Troyes en 1975 par l’écrivain Dominique Daguet.

## Historique
Dominique Daguet avait, lorsqu’il ouvrit et dirigea le Centre Culturel de Villeneuve-sur-Lot, démarré la publication d'une revue, sous le titre de Cahiers. Huit numéros furent conçus, jusqu’en 1974, date de son arrivée à Troyes où il fut nommé afin d'y ouvrir et diriger le Centre Culturel Thibaut de Champagne, depuis nommé Maison du Boulanger. Or, sur deux siècles, du XVIIIe au XIXe siècle, un grand effort d’édition, connu sous le nom de Bibliothèque Bleue, fut accompli à Troyes et à Rouen. Désireux de reprendre ces « cahiers », D. Daguet se contenta de leur adjoindre la couleur bleue.
Cherchant un successeur pour sauvegarder son œuvre, Dominique Daguet est contacté en 2007 par l'écrivain Christian Morel de Sarcus et un associé mais, par défection de ce dernier, le projet ne put aboutir. C'est finalement un autre ami de l'écrivain, Claude-Henry du Bord, qui, en incluant la revue aux Maison Auguste Zurfluh, permit la reprise des Cahiers bleus. Les éditions Zurfluh, fondées en 1910, se consacraient jusqu'alors à la musique, malgré une nouvelle orientation littéraire dès 2006.
L’arrivée en 2008 de l’ensemble des 70 numéros de la revue et des 250 livres publiés pas les Cahiers Bleus-Librairie Bleue ouvrit à Zurfluh-éditeur un nouveau catalogue littéraire de haute qualité, tandis que Dominique Daguet assurait le contrôle de cette transition. Après un temps d’adaptation, la publication de la revue a pu enfin reprendre,. La direction de ces « nouveaux Cahiers Bleus » a été assurée par Isabelle Spiers, aidée dans cette mission par le fondateur.
Dominique Daguet a assuré la responsabilité jusqu'au 31 décembre 2008. À la suite de la mise en liquidation de la Maison Zurfluh en 2010, un fond Cahiers Bleus est actuellement en préparation à la Médiathèque de Troyes. Le fonds des éditions Cahiers Bleus ayant été seulement confié aux éditions Zurfluh, il a été transféré de nouveau chez son fondateur, en vue d'une part de le mettre progressivement sur la Toile et d'autre part de le développer.

## Revue
La revue a accueilli des écrivains et peintres, notamment : Jean Paulhan, Henri Thomas, André Dhôtel, Alexandre Vialatte, Charles-Albert Cingria, Braque, Jean Fautrier, Roger Lambert-Loubère, Robert Wogensky, Grégoire Michonze, Claude Domec, Philippe Lejeune, Raymond Datheil.
Les rédaction était proposée par thèmes, dont entre autres : "L'amour par écrit", "La mort en question", "Résurrection", "Notre frère l'arbre", "Le vent", "L'Ange", "La Ville". Ont été également publiées des introductions aux lettres de divers pays telles que "Voix polonaises", "Îles de langue française en Amérique du Nord", "Poèmes de Roumanie", "Poèmes du silence" (Espagne), "Poètes d'Argentine", "Poèmes du Nordeste brésilien", "Poésie clandestine de langue russe au XXe siècle".
Plus de 1800 personnes ont contribué à cette revue, qui n'a jamais pu disposer des moyens nécessaires pour assurer son existence. C’est dans la difficulté que cet effort put se poursuivre, même s’il faut insister sur l’aide donnée par la ville de Troyes, surtout au temps d’André Beury, adjoint à la culture de 1975 à 1990.

### De quelques numéros desCahiers Bleus
- Max-Pol Fouchet / Claude Domec, printemps-été 1981.
- L'amour par écrit, Emmanuel Looten, hiver 1983-1984.
- Nouvelles et autres textes, printemps 1984.
- Armen Lubin, l'étranger, été-automne 1984.
- Armen Lubin, l'étranger (suite), hiver 1984-1985.

## Édition
En 1982, les Cahiers Bleus ajoutent l'édition de livres à leur offre, dont une grande proportion d'œuvres de poésie.